# Uherský Brod
Uherský Brod (deutsch Ungarisch Brod) ist eine Stadt in der Region Zlínský kraj in Tschechien. Sie liegt im Tal der Olšava gegenüber der Einmündung der Nivnička.

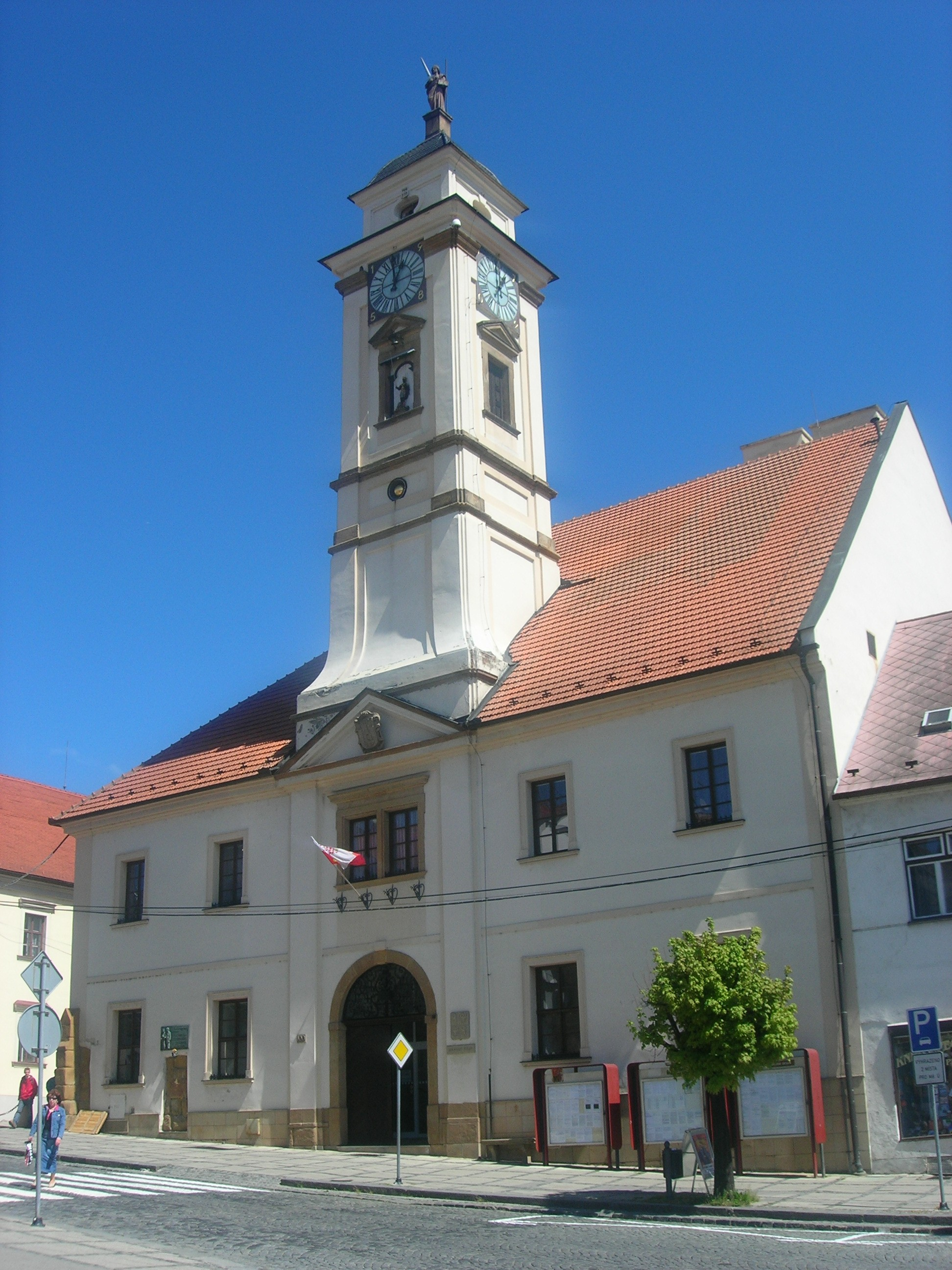
Rathaus (2007). Erbaut 1703–1715. Am Turm die Uhr von Franz Lang und der „Schwarze Janek“ von 1723

## Geschichte
Der Ort wurde erstmals 1140 als Siedlung Brod bzw. Na brodě erwähnt: Der Ortsname ist abgeleitet von der Furt, an der die Siedlung an einer Wasserübergangsstelle über die Olšava gegründet worden war. (Brod bedeutet in verschiedenen slawischen Sprachen „Furt“.) 1272 ernannte König Ottokar II. Přemysl Brod zur Königsstadt. 1509 schenkte Vladislav II. die Stadt dem Johann von Kunowitz (Jan z Kunovic), wodurch sie die Privilegien einer Königsstadt verlor. Im 16. Jahrhundert erlebte die Stadt einen großen wirtschaftlichen Aufschwung, der durch die Überfälle der Ungarn im 17. Jahrhundert behindert wurde. Zu einem weiteren Verfall kam es während des Dreißigjährigen Krieges, in dem die Stadt größtenteils zerstört und die meisten evangelischen Bürger verjagt wurden.
Unter der Habsburgermonarchie wurde Brod in der zweiten Hälfte des 17. Jahrhunderts neu besiedelt. Die Deutschsprachigen stellten im 18. Jahrhundert bis Mitte des 19. Jahrhunderts den größten Anteil der Bevölkerung. Die Stadt bestand aus drei Stadtteilen: dem Zentrum, dem jüdischen Teil und der Vorstadt, die zusammen etwa 3.000 Einwohner zählten. In der Stadtmitte lebten vornehmlich Handwerker, Geschäftsleute und Angestellte. Die Vorstadt hatte einen landwirtschaftlich geprägten Charakter.
Seit dem 15. Jahrhundert gab es in Brod eine jüdische Gemeinschaft mit Synagoge und Friedhof. Im 18./19. Jahrhundert stellten sie zwischen einem Viertel und einem Drittel der Bevölkerung. Viele der mehrheitlich deutschsprachigen jüdischen Bevölkerung wanderten nach Ende der Habsburgermonarchie 1918 aus, so auch die Familie des Schauspielers und Karabettisten Otto Grünmandl. In den 1930er Jahren lebten nur mehr knapp 500 jüdische Bewohner in Uherský Brod. Zuzug kam erneut nach dem Einmarsch der Wehrmacht in die deutschsprachigen Randgebiete (Sudetenland) im Oktober 1938, da viel jüdische Bewohner in den noch nicht besetzten Gebieten der Tschechoslowakei Schutz suchten. Als die „Resttschechoslowakei“ 1939 ebenfalls besetzt wurde, verloren alle Juden sukzessive ihre Rechte, sie durften nur manuelle Arbeit verrichten, ihr Besitz wurde „übernommen“, es gab Ausgehverbote. Die Gestapo konzentrierte die jüdische Bevölkerung des Umlandes in Uherský Brod, Ende Jänner 1943 wurden alle über Theresienstadt in den Osten an die Todesrampe von Auschwitz-Birkenau transportiert. Nur die Arbeitsfähigen hatten eine zumindest minimale Überlebenschance – darüber berichtet Max Mannheimer, der als einer der wenigen seiner Familie überlebte, seine Eltern und seine Schwester wurden sofort umgebracht. Nur 30 der ehemaligen jüdischen Bewohner kamen nach dem Krieg zurück.

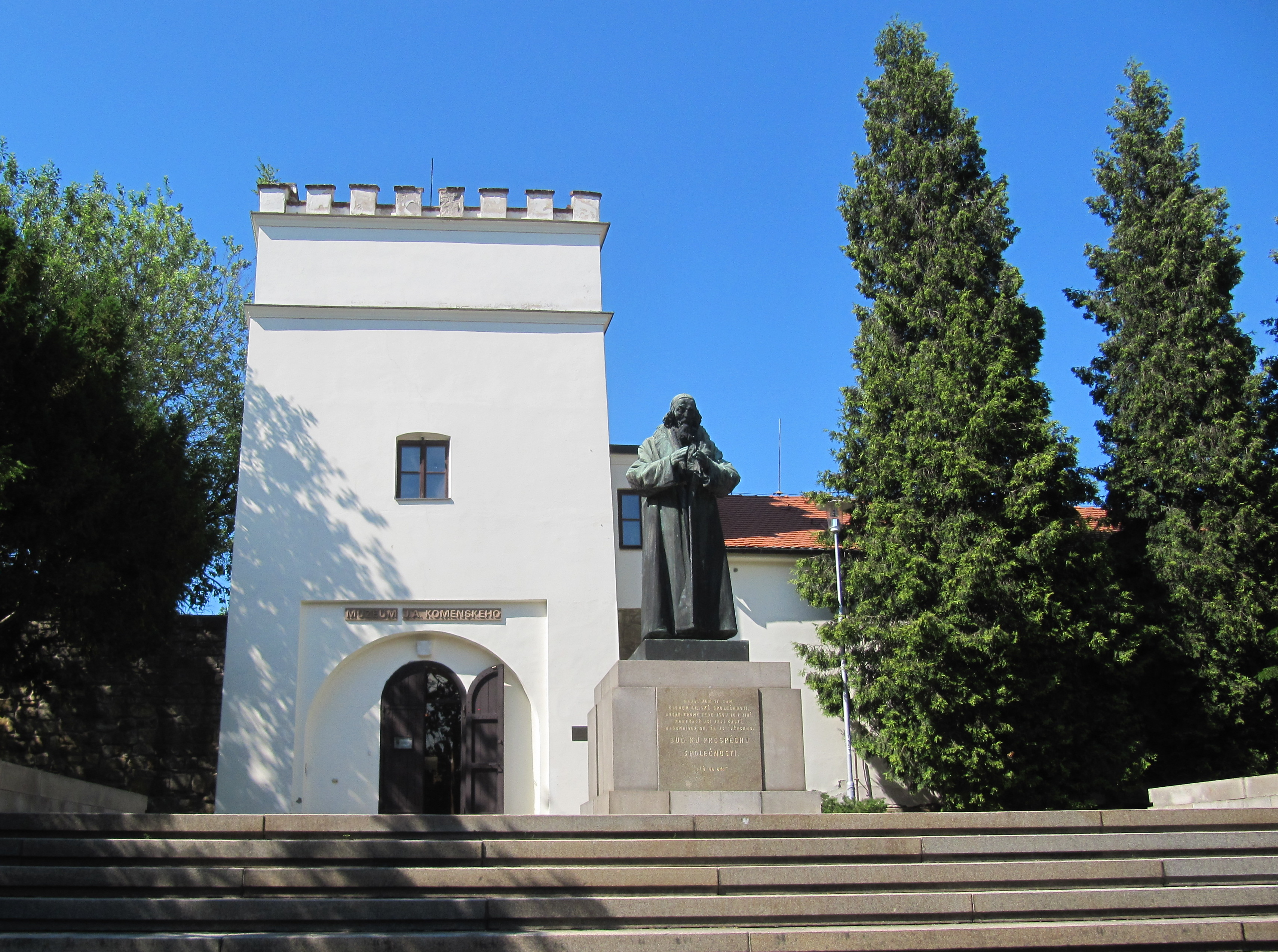
Denkmal für Comenius vor dem Museum

Die Stadt wird als einer der möglichen Geburtsorte des Jan Amos Komenský (Comenius) angesehen, dem der Ort ein außergewöhnlich umfangreiches Museum widmet. Die Städtepartnerschaft mit der niederländischen Gemeinde Naarden ist dem Umstand zu verdanken, dass Comenius dort begraben wurde.
Am 24. Februar 2015 tötete ein 62-jähriger Einwohner in einem Restaurant in der Stadt acht Menschen durch Pistolenschüsse und verletzte eine weitere Anzahl von Menschen. Anschließend erschoss er sich selbst.

## Wirtschaft
In Uherský Brod wurde 1936 die Waffenfabrik Česká zbrojovka Uherský Brod, gegründet, die bis heute besteht. Seit 2010 ist eine Photovoltaik-Freiflächenanlage in Betrieb. Die Brauerei Uherský Brod besteht seit 1894. Der Weltmarktführer für Filtration Mann+Hummel betreibt seit 2005 ein Werk für Innenraumfilter in Uhersky Brod.

## Ortsteile
- Havřice (Hawritz, älter auch Hawerschitz[8]; Hauerschilt[9])
- Maršov (Marschow)
- Těšov (Teschau, älter auch Tishof[10])
- Újezdec (Aujest)

## Sehenswürdigkeiten
- Reste der Stadtbefestigung

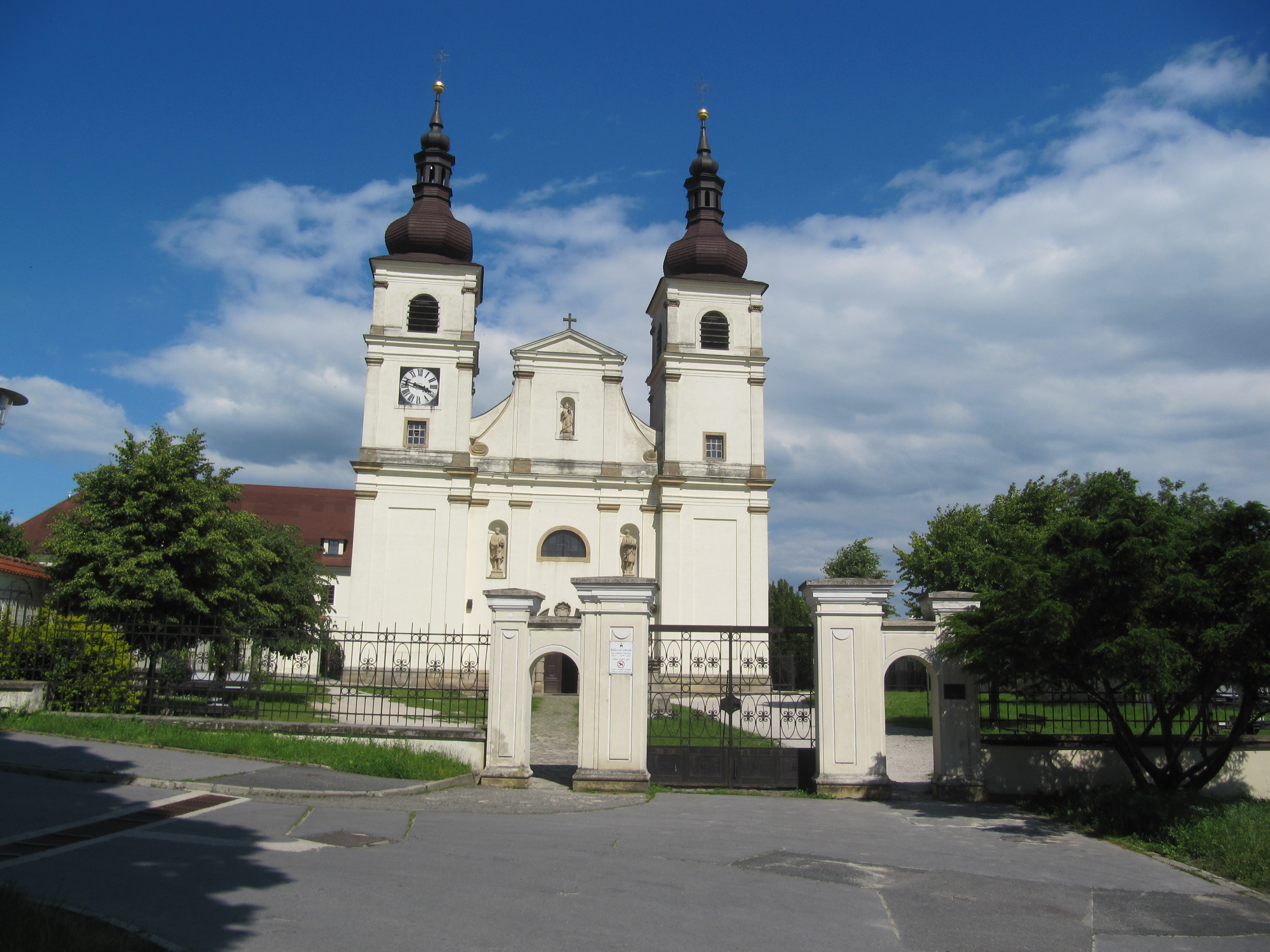
Das Dominikanerkloster

- Schloss Uherský Brod mit Comenius-Museum
- Masaryk-Platz mit Bürgerhäusern, barockem Florianibrunnen und spätgotischem Rathaus
- Alter jüdischer Friedhof
- Neuer jüdischer Friedhof
- Dominikanerkloster
- Pfarrkirche der unbefleckten Empfängnis
- Jan-Hus-Kirche
- barocke Mariensäule

## Partnerstädte
- Naarden, Niederlande
- Nové Mesto nad Váhom, Slowakei

## Söhne und Töchter der Stadt
- Georg Israel (* um 1505; † 1588), Prediger der Gemeinschaft der Böhmischen Brüder
- Johann Siegmund Hayek von Waldstätten (1661–1737), kaiserlicher Legationssekretär und geheimer Referendar beim Abschluss des Rijswijker Friedens
- Martin Johann Wikosch (1754–1826), Hochschullehrer in Österreich (Innsbruck und Wien)
- Vojtěch Luža (1891–1944), Legionär und Widerstandskämpfer
- František Kožík (1909–1997), Schriftsteller und Esperantist
- Vlastimil Babula (* 1973), Schachmeister